# Pruschany
Pruschany (belarussisch Пружаны, polnisch Prużana) ist eine Stadt mit etwa 19.300 Einwohnern (Stand 2007) in der Breszkaja Woblasz in Belarus, 89 km nordöstlich von Brest. Pruschany ist das administrative Zentrum des Rajons Pruschany. Die Stadt liegt am Zusammenfluss des Flusses Mucha und des Kanals Wez.

## Geschichte

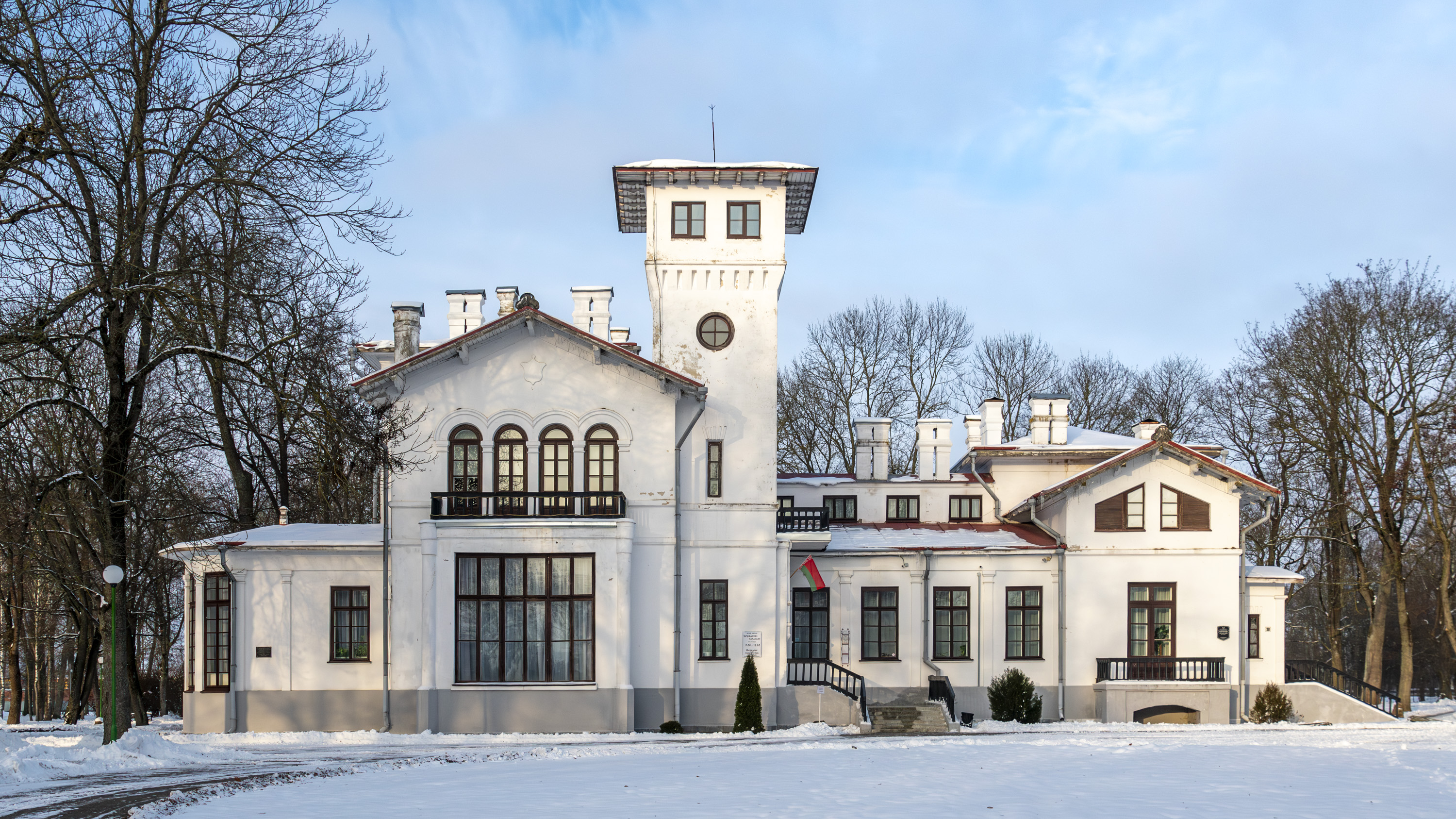
Pruschany-Palast im Dezember 2023

Die Besiedlung der Umgebung begann vor etwa 8000–9000 Jahren. Die erste schriftliche Erwähnung von Pruschany geht auf das Jahr 1433 zurück. Im 16. Jahrhundert wurde hier eine der ältesten belarussischen Chroniken in der Nähe des Dorfes Mahyljowtsy gefunden – „Bychower Chronik“.
Die Stadt wurde zum ersten Mal unter dem Namen Dobutschyn im Jahre 1473 erwähnt. 1532 kam die Stadt unter die Herrschaft der polnischen Königin Bona Sforza, die der Stadt ihr Wappen gab. 1589 erhielt Pruschany das Magdeburger Recht und den Status einer Stadt.

## Wappen
Beschreibung: In Silber eine blaue goldgekrönte ein Kind ausspuckende Schlange.

## Persönlichkeiten
Söhne und Töchter der Stadt:
- Semjon Aronowitsch Gerschgorin (1901–1933), belarussisch-sowjetischer Mathematiker
- Joseph Ber Soloveitchik (1903–1993), orthodoxer Rabbiner, Talmud-Gelehrter und moderner jüdischer Philosoph
- Sergei Nailjewitsch Gimajew (1955–2017), Eishockeyspieler und -trainer sowie Kommentator
- Hanna Reischal (* 1987), Sprinterin